# Krzysztof Gonciarz
Krzysztof Jan Gonciarz (ur. 19 czerwca 1985 w Krakowie) – polski twórca internetowy. Autor kanałów wideoblogowych Zapytaj Beczkę oraz Krzysztof Gonciarz w serwisie YouTube, współtwórca (wraz z Katarzyną Mecinski) kanału TheUwagaPies. Były dziennikarz portalu Gry-Online.

## Życiorys

### Edukacja i kariera
Absolwent II Liceum Ogólnokształcącego im. Króla Jana III Sobieskiego w Krakowie oraz kulturoznawstwa na Uniwersytecie Jagiellońskim. Jego pierwsze sukcesy zawodowe to m.in. udział w tworzeniu oficjalnego spolszczenia gry Baldur’s Gate 2 czy praca w internetowej telewizji tvgry.pl. Pracę dla Gry-Online zakończył pod koniec 2012 roku. Dubbingował postać „Stuart Zurg” w grze Ratchet & Clank: Załoga Q.
Na początku 2016 roku nawiązał współpracę reklamową z firmą Intel promującą procesory tej firmy. W ramach projektu pt. Sztuka Składania Historii nagrał 4 filmy w kilku wybranych miejscach w Azji – „Więcej niż jedno życie” (Hongkong), „Gdybyś był Japończykiem” (Tokio), „48 godzin wspomnień” (Seul) i „Krok pierwszy” (Tajwan). Oprócz tego zostały nagrane także materiały „making of” z serii, w których opowiadał o tworzeniu scenariuszy do filmów, a także udzielał rad na temat montażu filmów.
W 2016 roku założył konto na portalu crowdfundingowym Patronite. Przez pewien czas był tam najchętniej wspieranym twórcą (ponad 20 tys. zł miesięcznie). Zebrane środki przeznaczył na realizację minifilmu dokumentalnego o japońskim lesie samobójców Aokigahara. Na początku 2021 roku profil zbierał 1650 złotych miesięcznie i plasował się w trzeciej setce rankingu według kwoty wspierających.
W lutym 2018 roku we współpracy ze stacją telewizyjną Eurosport w trakcie zimowych igrzysk olimpijskich w Pyeongchangu stworzył serie filmów, pokazujących kulisy tego wydarzenia sportowego. Współpraca ta miała bardzo dobry odbiór, dlatego też została już zapowiedziana seria filmów z kolejnych, tym razem letnich igrzysk olimpijskich w Tokio.
12 lipca 2019 odbył się wernisaż wystawy jego autorstwa w Muzeum Sztuki i Techniki Japońskiej „Manggha” w Krakowie zatytułowanej „Tokio 24”. Na wystawę składały się 20 minutowy film ukazujący cykl dobowy w Tokio, sala „mikrozachwytów” oraz sala neonów. Wystawa była dostępna w muzeum do 29 września 2019 roku i stała się najpopularniejszą ekspozycją w jego dotychczasowej historii.

## Życie prywatne
Od 2014 roku mieszka w Japonii, w tokijskiej dzielnicy Shibuya. W pierwszym roku pobytu w tym kraju założył przedsiębiorstwo o nazwie Tofu Media, działające w branży filmowej. W 2018 roku założono jego polski oddział. W 2023 roku wyznał, że jest biseksualny.
Amatorsko uprawia bieganie. Wziął udział w czterech maratonach – dwukrotnie w londyńskim (2018 i 2019), a także raz w nowojorskim (2017) i warszawskim (2018). 6 maja 2018 roku, Gonciarz uczestniczył w charytatywnym biegu Wings for Life World Run, gdzie przebiegł 19,4 km.
| Data             | Miejsce   | Czas    | Pozycja | Nr startowy |
| ---------------- | --------- | ------- | ------- | ----------- |
| 5 listopada 2017 | Nowy Jork | 3:56:07 | 12 199  | 38338       |
| 22 kwietnia 2018 | Londyn    | 4:11:38 | 8868    | 55295       |
| 30 września 2018 | Warszawa  | 4:42:17 | 5006    | 5555        |
| 28 kwietnia 2019 | Londyn    | 3:53:42 | 9112    | 58378       |

## Walki freak show fight
31 sierpnia 2024 roku na warszawskim stadionie PGE Narodowym odbyła się gala Fame MMA 22: Ultimate. Wydarzenie to przyciągnęło uwagę mediów i publiczności, a jednym z głównych pojedynków wieczoru było starcie między Krzysztofem Gonciarzem, występującym pod pseudonimem „Bestia z Tokio”, a Tomaszem Działowym, znanym jako „Gimper”. W trzeciej rundzie Gonciarz został znokautowany przez Działowego.

## Kontrowersje
We wrześniu 2023 roku ukazał się materiał nagrany przez Darię Dąbrowską, byłą partnerkę Gonciarza, w którym zawarte były oskarżenia jej, jak i dwóch innych jego byłych partnerek, o agresywne i seksistowskie ich traktowanie; niedługo potem podobne oskarżenia wysunęła także modelka Hanna Koczewska. W przestrzeni medialnej pojawiły się także oskarżenia o zmuszanie do przyjmowania środków odurzających. Jego była partnerka Kasia Mecinski stwierdziła, że Krzysztof ma długą historię agresywnego zachowania. W odpowiedzi twórca opublikował oświadczenie, w którym przeprosił za swoje postępowanie wobec kobiet i przekonywał, że sam „nie rozumiał własnego zachowania” oraz że poddał się terapii.
W odpowiedzi na zarzuty, Gonciarz 18 października 2023 opublikował oświadczenie, w którym poinformował o swojej trwającej terapii. 30 listopada 2023 opublikował film pt. „Stalkerka”, w którym szczegółowo odniósł się do zarzutów i oskarżył jedną z kobiet, które wysunęły przeciwko niemu oskarżenia, o stalking. Poinformował także, że ma zamiar złożyć zawiadomienie o możliwości popełnienia przez nią przestępstwa.
W 2025 roku pozwał swoje byłe partnerki o zniesławienie i naruszenie dóbr osobistych.

## Publikacje książkowe
- Wybuchające beczki – zrozumieć gry wideo (2011)[44]
- U Mad? The Internet’s Guide to Idiots (2012)[45]
- WebShows: Sekrety wideo w Internecie (2012)[46][47]
- Rozum i godność człowieka (2019)[48]

## Nagrody i wyróżnienia
- Traveler 2015 w kategorii „Podróżnik Online” przyznana przez polską edycję magazynu National Geographic Traveler (2016)[49].
- Dwie nagrody Grand Video Awards 2016: w kategorii Wideotutorial za film „Jak zostać youtuberem [Sztuka Składania Historii]”, oraz w kategorii Lifestyle za film „Więcej niż JEDNO ŻYCIE” (2016)[50]
- Nagroda Smart TV Award oraz Audio Network przyznana przez Samsunga (2016)[51].
- Nagroda Specjalna „Korony Równości” przyznana przez Kampanię Przeciw Homofobii za zaangażowanie w walkę o równe prawa dla społeczności LGBTQI (2020)[52][53][54]